# Stadion TJ Nový Jičín
Stadion TJ Nový Jičín – wielofunkcyjny stadion w Nowym Jiczynie, w Czechach. Został wybudowany w latach 1961–1963. Może pomieścić 3500 widzów. Swoje spotkania rozgrywają na nim piłkarze klubu FK Nový Jičín. W przeszłości na tym obiekcie kilka spotkań w ramach Pucharu Intertoto rozegrał także Baník Ostrawa.